# Цзю Костянтин Борисович
Костянтин «Костя» Борисович Цзю (англ. Kostya Tszyu; * 19 вересня 1969, Сєров, Свердловська область, РРФСР) — радянський, російський і австралійський професійний боксер, триразовий чемпіон СРСР (1989—1991), дворазовий чемпіон Європи (1989, 1991) та чемпіон світу (1991) серед любителів, абсолютний чемпіон світу (за версіями WBC / WBA / IBF / «Ринг») серед професіоналів (2001—2003) у першій напівсередній вазі. За свою кар'єру переміг 14 бійців за титул чемпіона світу. Заслужений майстер спорту СРСР (1991).

## Біографія
Батько — Цзю Борис Тимофійович, працював на металургійному заводі, мати — Цзю Валентина Володимирівна, була медсестрою. Прізвище Цзю дісталася від прадіда Інокентія, який був чистокровним корейцем, що потрапив до Росії з Китаю.
Коли Кості було дев'ять років батько привів його в секцію боксу ДЮСШ.
Одружений із Цзю Наталією Леонідівною (нар. 1972). У сім'ї два сини і дочка. Обидва сини Тім та Нікіта — професійні боксери, як батько. Тім — чемпіон світу WBO у першій середній вазі (2023—2024).

## Освіта
У 1986 році вступив до Свердловського інженерно-педагогічного інституту (СІПІ). Вдало здавши заліки та іспити, залишив навчання в лютому 1987 року.
У 2016 році закінчив з відзнакою (в числі 5 найкращих випускників року) Уральський федеральний університет, пише кандидатську дисертацію на кафедрі основ фізвиховання Тюменського державного університету.

## Любительська кар'єра
Костянтин Цзю почав займатися боксом у віці дев'яти років під керівництвом Володимира Черні. У 1986 і 1987 був чемпіоном СРСР серед юніорів.
1987 року став чемпіоном світу серед молоді.
На Олімпійських іграх 1988 переміг Леопольдо Кантансіо (Філіппіни) та Шона Найта (Барбадос), а у чвертьфіналі програв майбутньому чемпіону Андреасу Цюлову з НДР.
У 1989 став чемпіоном Європи.
- В 1/8 фіналу переміг Андреаса Цюлова (НДР) — 3-2
- У чвертьфіналі переміг Джорджа Крамне (Швеція) — 5-0
- У півфіналі пройшов Дейва Андерсона (Шотландія)
- У фіналі переміг Даніеля Думітреску (Румунія) — 4-1

На чемпіонаті світу 1989 завоював бронзову медаль.
- В 1/8 фіналу переміг Марка Ремзі (Англія) — 22-3
- У чвертьфіналі переміг Бо Еспенсена (Данія) — RSCH 2
- У півфіналі програв Андреасу Цюлову (НДР) — 14-17

У 1990 році переміг на Іграх доброї волі в Сіетлі.
1991 року виграв чемпіонат Європи в Гетеборзі
- У 1/16 фіналу переміг Джеймса Пендера (Шотландія) — 21-0
- В 1/8 фіналу переміг Даррена Маккарріка (Англія) — RSC 1
- У чвертьфіналі переміг Аттілу Арслана (Туреччина) — RSC 2
- У півфіналі переміг Вукашина Добрасиновича (Югославія) — 26-6
- У фіналі переміг Андреаса Цюлова (НДР) — 33-11

Наприкінці 1991 року виграв чемпіонат світу в Сіднеї.
- В 1/8 фіналу переміг Альбертано Кабальєро (Мексика) — RSC 2
- У чвертьфіналі переміг Анібала Асеведо (Пуерто-Рико) — 29-10
- У півфіналі переміг Мозеса Джеймса (Нігерія) — 25-4
- У фіналі переміг Вернона Форреста (США) — 32-9

Всього на аматорському ринзі Цзю здобув 270 перемог в 282 поєдинках.

## Професіональна кар'єра
На чемпіонаті світу 1991 до Цзю звернулися місцеві промоутери боксу, які вирішили відмовити його від Олімпійських ігор 1992 на користь професійної кар'єри. Через тиждень після отримання пропозиції Цзю (враховуючи процеси системної дезінтеграції у СРСР), підписав контракт з австралійським промоутером Біллом Морді і 1 березня 1992 року дебютував у Мельбурні на професійному рингу.
1994 року достроково переміг Ектора Лопеса (Мексика), Анхеля Ернандеса (Пуерто-Рико) та Педро Чініто Санчеса (Домініканська Республіка) і посів перше місце в рейтингу IBF в першій напівсередній вазі.
28 січня 1995 року на MGM Гранд Гарден Арені у Лас-Вегасі вийшов на бій з чемпіоном IBF у першій напівсередній вазі Джейком Родрігесом (Пуерто-Рико) і, нокаутувавши того в шостому раунді, став новим чемпіоном світу.
В першому захисті 25 червня 1995 року переміг колишнього чемпіона світу Роджера Мейвезера одностайним рішенням суддів, після чого захистив титул, нокаутувавши трьох наступних суперників.
31 травня 1997 року втратив титул, програвши технічним нокаутом Вінсу Філліпсу (США). Підводячи підсумки 1997 року, журнал «Ринг» визнав результат поєдинку Цзю — Філліпс «Апсетом року».
Після трьох дострокових перемог 28 листопада 1998 року переміг технічним нокаутом кубинця Діосбеліса Уртадо і завоював титул «тимчасового» чемпіона WBC у першій напівсередній вазі. 21 серпня 1999 року переміг технічним нокаутом ексчемпіона світу мексиканця Мігеля Анхель Гонсалеса і завоював вакантний титул чемпіона WBC у першій напівсередній вазі. Двічі захистив титул в 2000 році, перемігши суперника з Аризони Ахмеда Сантоса у восьми і 38-річну мексиканську легенду ексчемпіона світу Хуліо Сезара Чавеса у шести раундах.
3 лютого 2001 року в об'єднавчому бою здолав технічним нокаутом у сьомому раунді чемпіона світу за версією WBA (Super) у першій напівсередній вазі Шармбу Мітчелла (США). В наступному бою був проти німецького турка Октая Уркала здобув перемогу одностайним рішенням суддів.
3 листопада 2001 року в об'єднавчому бою з чинним чемпіоном IBF Забом Джудою (США) здобув перемогу нокаутом у другому раунді. Цзю став першим за 30 років боксером (після Такесі Фудзі (США)), який об'єднав титули основних версій в першій напівсередній вазі.